# U-17-Fußball-Europameisterschaft der Frauen 2025
Die U-17-Fußball-Europameisterschaft der Frauen 2025 (offiziell 2025 UEFA Women's Under-17 Championship, färöisch 2025 kvinnur U-17 dmeistaraheitið fótbólt) war die 16. Ausspielung dieses Wettbewerbs für Fußballspielerinnen unter 17 Jahren (Stichtag: 1. Januar 2008) und wurde vom 4. bis 17. Mai 2025 auf den Färöer ausgetragen. Die Färöer wurden schon für 2021 als Gastgeber ausgewählt, das Turnier musste aber aufgrund der COVID-19-Pandemie abgesagt werden. Den Titel bei der letzten Europameisterschaft 2024 gewann Spanien (5. Titel), das diesmal nur auf dem fünften Rang abschloss. Die EM diente auch als Qualifikation zur U-17-Fußball-Weltmeisterschaft der Frauen 2025 in Marokko, an der die ersten fünf Mannschaften des Turniers teilnehmen dürfen.

## Qualifikation
49 der 55 Mitgliedsländer der UEFA meldeten eine Mannschaft für die Qualifikation, die im Liga-Format ausgetragen wurde. Die 49 Mannschaften wurden, basierend auf den Abschlusstabellen der zweiten Qualifikationsrunde 2024, auf zwei Ligen A und B aufgeteilt, wobei Mannschaften, die nicht an der EM-Qualifikation 2024 teilgenommen hatten, automatisch dem letzten Platz der B-Liga zugewiesen wurden. In jeder Liga spielten vier Mannschaften jeweils ein Miniturnier aus. Die letztplatzierten Mannschaften der Liga A stiegen ab und spielten in der 2. Runde in Liga B, die Sieger der Gruppe B sowie der beste Gruppenzweite stiegen auf und spielten in der 2. Runde in Liga A. Die sieben Gruppensieger der A-Liga qualifizierten sich für die Endrunde auf den Färöern.

### Erste Qualifikationsrunde
In der ersten Qualifikationsrunde wurden die 49 teilnehmenden Mannschaften auf insgesamt sieben Gruppen mit je vier Mannschaften in Liga A (Gruppen A1 bis A7) und sechs Gruppen zu dreimal vier und dreimal drei Mannschaften in Liga B (B1 bis B6) aufgeteilt, basierend auf den Abschlusstabellen aus dem Vorjahr. Färöer war als Gastgeber zwar automatisch für die Endrunde qualifiziert, nahm aber dennoch am Qualifikationsturnier teil. Die Auslosung der Gruppen fand am 7. Juni 2024 in Nyon statt. Die Partien wurden jeweils im Land eines der Gruppenteilnehmer zwischen dem 1. Juli und 3. Dezember 2024 ausgetragen. Die zweite Qualifikationsrunde fand im Frühjahr 2025 statt.

#### Lostöpfe Liga A
| Topf 1                                                     | Topf 2                                                                 | Topf 3                                                        | Topf 4                                                                       |
| ---------------------------------------------------------- | ---------------------------------------------------------------------- | ------------------------------------------------------------- | ---------------------------------------------------------------------------- |
| Polen Spanien England Portugal Frankreich Norwegen Belgien | Niederlande Schottland Finnland Österreich Schweiz Italien Deutschland | Island Tschechien Dänemark Kroatien Griechenland Türkei Wales | Irland Belarus Nordirland Bosnien und Herzegowina Bulgarien Färöer Slowenien |

#### Lostöpfe Liga B
| Topf 1                                          | Topf 2                                                      | Topf 3                                                   | Topf 4                  |
| ----------------------------------------------- | ----------------------------------------------------------- | -------------------------------------------------------- | ----------------------- |
| Ungarn Schweden Slowakei Serbien Ukraine Kosovo | Nordmazedonien Israel Rumänien Montenegro Estland Luxemburg | Lettland Malta Litauen Kasachstan Albanien Aserbaidschan | Georgien Andorra Moldau |

Die Auslosung ergab folgende Gruppen:

#### Liga A
| Pos. | Gruppe A1   | Gruppe A2                 | Gruppe A3   | Gruppe A4    | Gruppe A5   | Gruppe A6  | Gruppe A7    |
| ---- | ----------- | ------------------------- | ----------- | ------------ | ----------- | ---------- | ------------ |
| 1.   | Portugal    | Belgien                   | England     | Polen        | Frankreich  | Spanien    | Norwegen     |
| 2.   | Schweiz     | Deutschland               | Niederlande | Schottland   | Italien     | Österreich | Finnland     |
| 3.   | Wales       | Türkei                    | Tschechien  | Island       | Kroatien    | Dänemark   | Griechenland |
| 4.   | Slowenien A | Bosnien und Herzegowina A | Färöer A    | Nordirland A | Bulgarien A | Irland A   | Belarus A    |

#### Liga B
| Pos. | Gruppe B1  | Gruppe B2 | Gruppe B3        | Gruppe B4 | Gruppe B5     | Gruppe B6  |
| ---- | ---------- | --------- | ---------------- | --------- | ------------- | ---------- |
| 1.   | Slowakei B | Ukraine B | Ungarn B         | Kosovo B  | Serbien B     | Schweden B |
| 2.   | Montenegro | Rumänien  | Nordmazedonien B | Israel    | Luxemburg     | Estland    |
| 3.   | Lettland   | Malta     | Litauen          | Albanien  | Aserbaidschan | Kasachstan |
| 4.   | Georgien   | Moldau    | Andorra          |           |               |            |

### Zweite Qualifikationsrunde
Die Gruppeneinteilung dieser Runde wurde Anfang Dezember 2024 ausgelost. Die Spiele fanden zwischen dem 19. Februar und dem 23. März 2025 in Miniturnieren statt, bei denen die Gruppengegnerinnen sich jeweils nur einmal gegenüberstanden. Die sieben Gruppensieger der Liga A qualifizierten sich neben den Gastgeberinnen für die Endrunde.
Die Zusammensetzung der Gruppen der Liga A sah wie folgt aus, wobei die Mannschaften jeweils in der Reihenfolge von Platz 1 (Gruppensiegerinnen zusätzlich fett gedruckt) bis Platz 4 angegeben sind.
- Gruppe A1 in Spanien: Spanien, Belgien, Ukraine, Island
- Gruppe A2 in Frankreich: Frankreich, Schottland, Slowakei, Wales
- Gruppe A3 in Kroatien: Italien, Tschechien, Kroatien, Georgien
- Gruppe A4 in der Türkei: Polen, Schweiz, Ungarn, Türkei
- Gruppe A5 in Finnland: Niederlande, Finnland, England, Schweden
- Gruppe A6 in Norwegen: Norwegen, Portugal, Serbien, Griechenland
- Gruppe A7 in Deutschland: Österreich, Dänemark, Deutschland, Kosovo

## Spielorte
Das Endturnier fand an den beiden Spielorten Tórshavn und Klaksvík statt.
| Tórshavn |

| Klaksvík |

| Tórshavn |

| Klaksvík |

## Endrunde

### Gruppenphase
Die beiden bestplatzierten Teams jeder Gruppe bestritten das Halbfinale; alle vier qualifizierten sich zudem für die Jahrgangsweltmeisterschaft 2025. Der fünfte europäische WM-Teilnehmer wurde in einem Spiel zwischen den beiden Gruppendritten ermittelt. Eine Begegnung um den dritten Platz fand nicht statt.
Die Auslosung am 26. März 2025 ergab die folgende Gruppeneinteilung:

#### Gruppe A
| Pl. | Land        | Sp. | S | U | N | Tore    | Diff. | Punkte |
| --- | ----------- | --- | - | - | - | ------- | ----- | ------ |
| 1.  | Niederlande | 3   | 3 | 0 | 0 | 015:100 | +14   | 09     |
| 2.  | Norwegen    | 3   | 1 | 1 | 1 | 010:200 | +8    | 04     |
| 3.  | Österreich  | 3   | 1 | 1 | 1 | 010:400 | +6    | 04     |
| 4.  | Färöer      | 3   | 0 | 0 | 3 | 000:280 | −28   | 0      |

|                          |   |             |            |
| 4. Mai 2025 in Klaksvík  |   |             |            |
| Österreich               | – | Niederlande | 1:4 (1:3)  |
| 4. Mai 2025 in Tórshavn  |   |             |            |
| Färöer                   | – | Norwegen    | 0:10 (0:8) |
| 7. Mai 2025 in Klaksvík  |   |             |            |
| Färöer                   | – | Österreich  | 0:9 (0:5)  |
| 7. Mai 2025 in Tórshavn  |   |             |            |
| Niederlande              | – | Norwegen    | 2:0 (0:0)  |
| 10. Mai 2025 in Tórshavn |   |             |            |
| Niederlande              | – | Färöer      | 9:0 (4:0)  |
| 10. Mai 2025 in Klaksvík |   |             |            |
| Norwegen                 | – | Österreich  | 0:0        |

#### Gruppe B
| Pl. | Land       | Sp. | S | U | N | Tore    | Diff. | Punkte |
| --- | ---------- | --- | - | - | - | ------- | ----- | ------ |
| 1.  | Italien    | 3   | 2 | 1 | 0 | 007:500 | +2    | 07     |
| 2.  | Frankreich | 3   | 1 | 2 | 0 | 005:300 | +2    | 05     |
| 3.  | Spanien    | 3   | 1 | 1 | 1 | 005:400 | +1    | 04     |
| 4.  | Polen      | 3   | 0 | 0 | 3 | 005:100 | −5    | 0      |

|                          |   |            |           |
| 5. Mai 2025 in Klaksvík  |   |            |           |
| Spanien                  | – | Frankreich | 1:1 (1:1) |
| 5. Mai 2025 in Tórshavn  |   |            |           |
| Polen                    | – | Italien    | 3:4 (0:3) |
| 8. Mai 2025 in Tórshavn  |   |            |           |
| Italien                  | – | Frankreich | 1:1 (1:1) |
| 8. Mai 2025 in Klaksvík  |   |            |           |
| Spanien                  | – | Polen      | 3:1 (1:0) |
| 11. Mai 2025 in Tórshavn |   |            |           |
| Italien                  | – | Spanien    | 2:1 (1:0) |
| 11. Mai 2025 in Klaksvík |   |            |           |
| Frankreich               | – | Polen      | 3:1 (2:0) |

### Spiel um Platz 5
|                          |   |         |           |
| 14. Mai 2025 in Tórshavn |   |         |           |
| Österreich               | – | Spanien | 1:6 (0:0) |

### Halbfinale
|                          |   |            |                      |
| 14. Mai 2025 in Tórshavn |   |            |                      |
| Niederlande              | – | Frankreich | 1:1 (1:0), 4:3 i. E. |
| 14. Mai 2025 in Tórshavn |   |            |                      |
| Italien                  | – | Norwegen   | 1:3 (0:0)            |

### Endspiel
|                          |   |          |           |
| 17. Mai 2025 in Tórshavn |   |          |           |
| Niederlande              | – | Norwegen | 2:1 (2:0) |

## Schiedsrichter
Hauptschiedsrichterinnen:
- Jana van Laere
- Jelena Kumer
- Nanna Andersen
- Franziska Wildfeuer
- Kirsty Dowle
- Roxana Timiș
- Milica Milovanović
- Vanja Janković

Schiedsrichterassistentinnen:
- Margot Jacobs
- Tamara Došen
- Angeliki Athanasopoulou
- Tereza Hessová
- Sidsel Fabricius Dall
- Nicoleta Ramona Bria
- Anne Uersfeld
- Tilde Larsson